# Racerbane
En racerbane er et anlæg som benyttes til forskellige former for motorsport. Banens overflade er sædvanligvis lavet af asfalt, grus eller beton. 